# Edwin John Butler
Edwin John Butler FRS (13 de agosto de 1874 - 4 de abril de 1943) fue un micólogo, y fitopatólogo irlandés. Se convirtió en "micólogo imperial de la India"; y más tarde el primer director de la Oficina Imperial de Micología en Inglaterra. Fue nombrado caballero en 1939.

## Inicios y educación
E.J. Butler era aborigen de Kilkee, Condado de Clare, hijo de Thomas Butler, un magistrado. Inicialmente fue a la escuela en Gainsborough, Lincolnshire; aunque retornó a Irlanda en 1887 debido a una enfermedad, y estudió con tutor. Le ayudó a desarrollar intereses en una amplia gama de temas, una biblioteca en Cahersiveen donde su padre había sido transferido. En 1890 su salud mejoró y se fue a la Escuela católica Christian Brothers y luego a Queen's College, Cork, donde en 1898 obtuvo los grados de M.B., B.Ch., y B.A.O.

## Carrera en India
Butler tuvo un interés inicial en botánica gracias a Marcus Hartog, un profesor de historia natural. Hartog estudiaba el género Saprolegnia: un Oomycota, y Butler aprendió técnicas de estudio que más tarde aplicó al género relacionado Pythium. Viajó por París, Antibes, Friburgo, Kew, quedándose en el Jardin des Plantes de París, en el Laboratorio del micólogo Philippe Édouard Léon Van Tieghem. En 1900, por recomendación del Royal Botanic Gardens, Kew, fue designado como el primer botánico criptogámico del Gobierno de India, en Calcuta.
En 1902, Butler fue transferido a Dehradun, en el "Imperial Agricultural Department". Durante su visita a Coorg, estudió la enfermedad de la espiga del árbol Santalum y más tarde fue estudiado por Leslie Charles Coleman, el botánico gubernamental del Estado de Mysore. En 1905 fue "micólogo imperial" en el "Instituto Imperial de Estudios de Agricultura"· en Pusa. Publicó una monografía de las royas del trigo indio, en 1906, y otro sobre Pythium en 1907. En 1918 escribió "Fungi and diseases in plants", convirtiéndose en una obra de referencia estándar para fitopatólogos de plantas tropicales. Entre 1910 y 1912 Butler además, ocupó el cargo de Director de la Escuela Agrícola de Pusa.

## Carrera en Inglaterra
En 1920, Butler retornó al Reino Unido para ocupar el puesto de director de la nueva Oficina Imperial de Micología en Kew, Surrey, desarrollando investigaciones y proporcionando información sobre enfermedades de las plantas, en todo el imperio británico. Ayudó al personal para establecer la oficina, más tarde conocida como el "Instituto Internacional de Micología", hasta su dimisión en 1935. Entre sus estudios más tardío se hallan: enfermedad de Panamá de bananas, enfermedad de escoba de bruja del cacao en la colonia británica de Trinidad, y la enfermedad amarilla de la hoja del té en Nyasalandia. En 1930, publicó Fungi of India con Guy R. Bisby. Butler posteriormente se convirtió en el primer secretario pago del "Consjo de Estudios de Agricultura" hasta que su mala salud cardíaca lo obligó al retiro en 1941.
Varias especies de hongos patógenos fueron nombrados por él y muchos fueron nombrados en su honor.
Falleció en 1944 luego de un ataque de influenza.

## Algunas publicaciones
- 1903. Report on 'Spike' disease among sandalwood trees

- 1906. (con J. M. Hayman y W. H. Moreland) Indian wheat rusts. Mem. Dep. Agric. India, Bot. Ser. (2) 1, 58 pp. 1 gráf. 5 pls. (4 col.)

- 1908. Report on coconut palm disease in Travancore. Bull. Agric. Res. Inst. Pusa 9, 23 pp.

- 1909. Fomes lucidus (Leys) Fr. a suspected parasite. Indian Forester, 35, 514-518, 1 col. pl.

- 1918. Fungi and disease in plants. Thacker, Spink & Co. Calcutta. vi+547 pp. 206 figs.

- 1924. Bud-rot of coconut and other palms. Rep. Imp. Bot. Conf. Lond. julio 1924, 145-147

- 1925. Meteorological conditions and plant diseases. Int. Ree. Sci. Pract. Agric. n.s. (2) 3, 369-384

- 1926. The wilt diseases of cotton and sesamum in India. Agric. J. India, (4) 21,268-273, 1 pl.

- 1931. (con G. R. Bisby) The fungi of India. Scientific Monograph Imperial Council of Agric. Res. 1, xviii + 237 pp.  1 carta

## Honores
- 1921 sus servicios a la India fueron reconocidos, siendo nombrado compañero de la Orden del Imperio de la India.[2]
- 1926: electo miembro de la Royal Society
- 1927: presidente de la Sociedad Micológica Británica
- 1932: nombrado compañero de la Orden de San Miguel y San Jorge (CMG)
- 1939: nombrado caballero

### Epónimos
- "Edificio Sir Butler", University College Cork (hoy Queen's College, Cork): alberga edificios de enseñanza de ciencias vegetales y de investigaciones, parte de la Escuela de Ciencias Biológicas, de la Tierra y Ambientales de esa Universidad.

- La abreviatura «E.J.Butler» se emplea para indicar a Edwin John Butler como autoridad en la descripción y clasificación científica de los vegetales.[4]